# Schizodentalium plurifissuratum
Schizodentalium plurifissuratum is een Scaphopodasoort uit de familie van de Dentaliidae. De wetenschappelijke naam van de soort is voor het eerst geldig gepubliceerd in 1894 door Sowerby.